# The Law of God
The Law of God est un film muet américain réalisé par Allan Dwan et sorti en 1912.

## Fiche technique
- Réalisation : Allan Dwan
- Date de sortie : États-Unis : 9 décembre 1912

## Distribution
- J. Warren Kerrigan : Jim Gleason
- Jessalyn Van Trump : Vera Bradley
- Jack Richardson : Bud Black
- George Periolat : le ministre
- Louise Lester : la tante
- William Tedmarsh : le gardien
- Carl Morrison
- Chick Morrison